# السفارة السعودية في سريلانكا
سفارة المملكة العربية السعودية في سريلانكا، هي بعثة دبلوماسية سعودية تقع العاصمة كولومبو، ويترأس البعثة سفير خادم الحرمين الشريفين خالد بن حمود القحطاني منذ 21 يونيو 2022. العنوان: كولومبو – حي كولومبو 7 – شارع 43 هورتون بليس.

## السفراء
- عبد الناصر بن حسين الحارثي حتى 21 يونيو 2022.
- خالد بن حمود القحطاني منذ 21 يونيو 2022.[2]

## وصلات خارجية
- موقع سفارة المملكة العربية السعودية في سريلانكا
- وزارة الخارجية السعودية (بالعربية)
- Ministry of Foreign Affairs of Kingdom of Saudi Arabia (بالإنجليزية)